# Irmgard Habersetzer
Irmgard Habersetzer (* 30. Mai 1972) ist eine ehemalige deutsche Fußballspielerin.

## Karriere
Habersetzer gehörte dem FC Bayern München von 2000 bis 2002 an, für den sie in der Bundesliga 26 Punktspiele bestritt und zwei Tore erzielte. Ihr Debüt für den Bundesligaaufsteiger gab sie am 15. Oktober 2000 (1. Spieltag) beim 4:1-Sieg im Heimspiel gegen die Sportfreunde Siegen mit Einwechslung für Sandra de Pol in der 61. Minute. Ihr erstes Bundesligator in 18 Punktspielen erzielte sie am 29. April 2001 (17. Spieltag) bei der 3:4-Niederlage im Heimspiel gegen den FCR Duisburg 55 mit dem Treffer zum 3:3 in der 75. Minute. In ihrer zweiten Saison bestritt sie lediglich acht Punktspiele, in denen sie ein weiteres Tor erzielte.